# 莱米蒂耶尔
莱米蒂耶尔（法語：L'Hermitière，法語發音：[lɛʁmitjɛʁ]）是法国奥恩省的一个旧市镇，属于莫尔塔涅欧佩什区。2016年，莱米蒂耶尔与临近的5个市镇合并为新市镇瓦勒欧佩什。

## 地理
莱米蒂耶尔（48°16'55"N, 0°38'41"E）面积8.34 平方千米，位于法国诺曼底大区奧恩省，该省份为法国西北部内陆省份，北起顺时针与卡爾瓦多斯省、厄尔省、厄尔-卢瓦省、萨尔特省、马耶讷省和芒什省接壤。
与莱米蒂耶尔接壤的市镇（或旧市镇、城区）包括：普雷欧迪佩尔什、热马日、拉鲁日、圣西尔拉罗西耶尔、瓦勒欧佩什、勒泰伊。

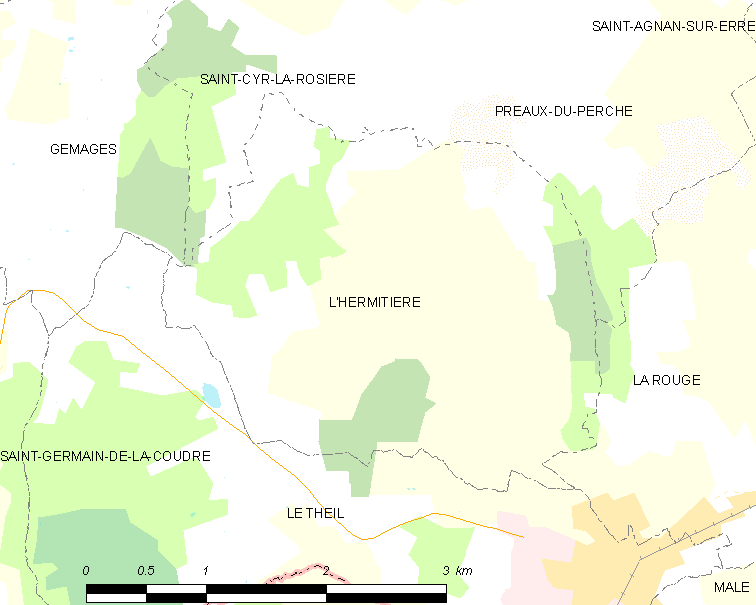
莱米蒂耶尔的OSM定位图

莱米蒂耶尔的时区为UTC+01:00、UTC+02:00（夏令时）。

## 行政
莱米蒂耶尔的邮政编码为61260，INSEE市镇编码为61204。

## 政治
莱米蒂耶尔所属的省级选区为瑟通县。

## 人口

1962-2008年间莱米蒂耶尔人口变化图示

莱米蒂耶尔于2018年1月1日时的人口数量为208人。